# ملفين ماس
ملفين ماس هو ضابط وسياسي أمريكي، ولد في 14 مايو 1898 في دولوث في الولايات المتحدة، وتوفي في 14 أبريل 1964 في بيثيسدا في الولايات المتحدة. نشط حزبياً في الحزب الجمهوري. وقد انتخب عضو مجلس النواب الأمريكي ‏.